# Vilhelm Carlberg
Vilhelm Carlberg   (Karlskrona, 5 d'abril de 1880 - Danderyd, 1 d'octubre de 1970) fou un tirador suec, guanyador de set medalles olímpiques.

## Biografia
Va néixer el 5 d'abril de 1880 a la ciutat de Karlskrona, població situada al comtat de Blekinge. Fou germà bessó del també tirador i medallistes olímpic Eric Carlberg.
Va morir l'1 d'octubre de 1970 a la ciutat de Danderyd, població situada al nord de la ciutat d'Estocolm.

## Carrera esportiva
Va participar, als 26 anys, en els Jocs Olímpics d'Estiu de 1906 realitzats a Atenes (Grècia), també anomenats Jocs Intercalats i que no són reconeguts oficialment pel Comitè Olímpic Internacional (COI). Participà en vuit proves de tir, aconseguint la medalla de bronze en la prova de pistola de dol (30 metres). Participà en els Jocs Olímpics d'Estiu de 1908 celebrats a Londres (Regne Unit), on participà en sis proves i aconseguí guanyar la medalla de plata en la prova per equips de carabina (50 metres), finalitzant així mateix cinquè en la prova de pistola ràpida (50 iardes per equips) i setè en la prova de carabina amb blanc cec (50 metres) com a resultats més destacats. En els Jocs Olímpics d'Estiu de 1912 celebrats a Estocolm (Suècia) participà en vuit proves, aconseguint guanyar la medalla d'or en les proves de pistola militar (30 metres per equips), cararbina (25 metres individual) i carabina (25 m per equips) i la medalla de plata en les proves de pistola militar (50 metres per equips) i carabina (50 metres per equips). Participà en la prova de pistola ràpida (25 metres) en els Jocs Olímpics d'Estiu de 1924 realitzats a París (França), on aconseguí guanyar la medalla de plata.